# Hypanthidioides seabrai
Hypanthidioides seabrai är en biart som först beskrevs av Urban 2002.  Hypanthidioides seabrai ingår i släktet Hypanthidioides och familjen buksamlarbin. Inga underarter finns listade i Catalogue of Life.